# Ceremoșnea, Zolociv
Ceremoșnea (în ucraineană Черемошня) este un sat în comuna Bilîi Kamin din raionul Zolociv, regiunea Liov, Ucraina.

## Demografie
Componența lingvistică a localității Ceremoșnea
     Ucraineană (100%)
Conform recensământului din 2001, toată populația localității Ceremoșnea era vorbitoare de ucraineană (100%).